# Schistura huongensis
Schistura huongensis är en fiskart som beskrevs av Jörg Freyhof och Serov 2001. Schistura huongensis ingår i släktet Schistura och familjen grönlingsfiskar. IUCN kategoriserar arten globalt som otillräckligt studerad. Inga underarter finns listade i Catalogue of Life.